# 1802 aux États-Unis
Pour des articles plus généraux, voir Chronologie des États-Unis et 1802.
Chronologie des États-Unis
- 1798
- 1799
- 1800
- 1801
- 1802
- 1803
- 1804
- 1805
- 1806

Cette page concerne des événements d'actualité qui se sont produits durant l'année 1802 du calendrier grégorien aux États-Unis.

## Gouvernement
- Président : Thomas Jefferson (Républicain-Démocrate).
- Vice-président : Aaron Burr (Républicain-Démocrate).
- Secrétaire d'État : James Madison.
- Chambre des représentants - Président : Nathaniel Macon (Républicain-Démocrate).

## Événements
- 16 mars : le congrès autorise l'établissement du Corps du génie de l'armée des États-Unis à l'Académie militaire de West Point.
- 30 mars : loi sur le commerce et les relations avec les Indiens[1] : le Congrès des États-Unis spécifie que toute cession de territoires doit se faire par l’intermédiaire de traités signés avec les tribus et que la loi fédérale s’applique sur tout le territoire indien.
- 26 avril : la Géorgie cède finalement ses revendications occidentales, les Yazoo lands, au gouvernement fédéral ; elles deviennent un territoire non-organisé[2]. 26 avril 1802 - 1er mars 1803

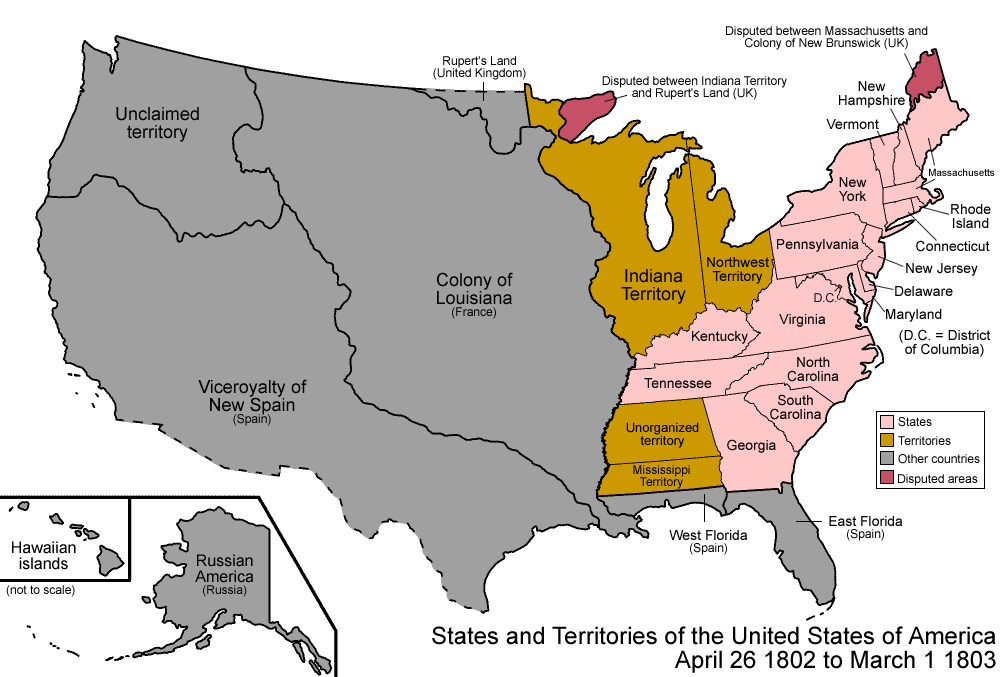
26 avril 1802 - 1er mars 1803

- 30 avril : Enabling Act, qui autorise les habitants de l'est du Territoire du Nord-Ouest à former l'état de l'Ohio et à rejoindre les États-Unis. La loi stipule les procédures à suivre par tout territoire désirant devenir un État de l’Union. Il doit, notamment, respecter les clauses du décret de 1787 abolissant l’esclavage[3].
- 20 juin : en Alaska, les indiens Tlingits, détruisent le fort de Sitka et massacrent les colons russes[4]. Bataille de Sitka, par Louis S. Glanzman, 1988.

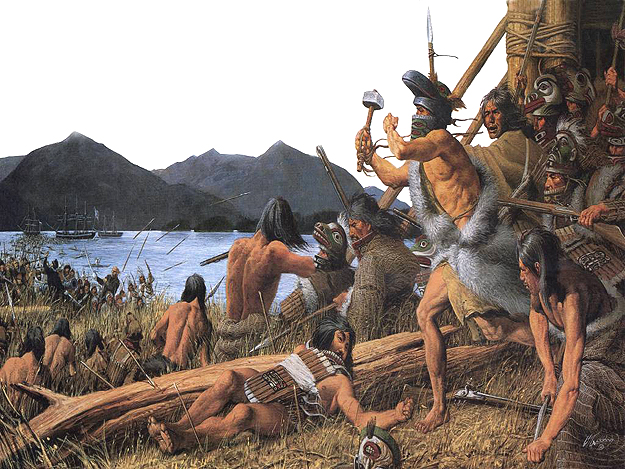
Bataille de Sitka, par Louis S. Glanzman, 1988.

- Juillet : Éleuthère Irénée du Pont de Nemours (1771-1834) fonde E.I. DuPont de Nemours and Company près de Wilmington (Delaware), et se lance dans la production de poudre[5]. À sa mort, l’usine DuPont sera la plus importante de ce type aux États-Unis. Éleuthère Irénée du Pont de Nemours

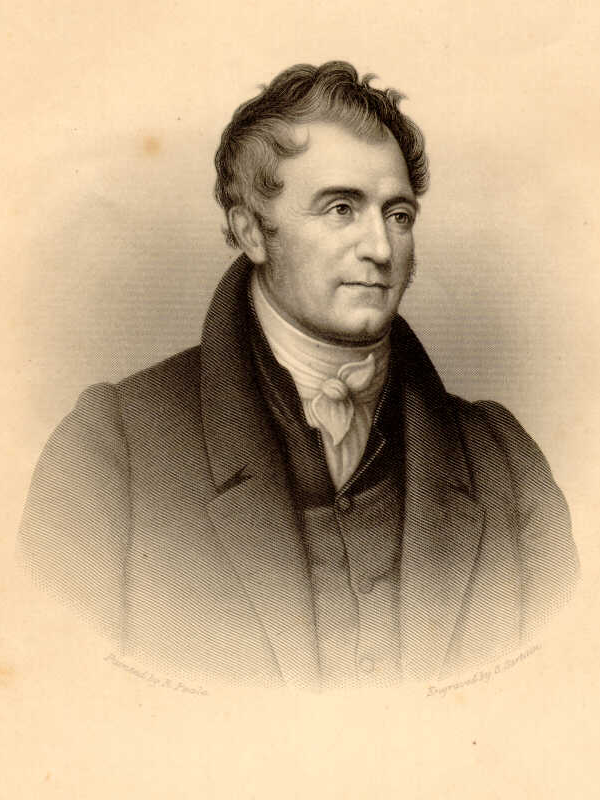
Éleuthère Irénée du Pont de Nemours

- 4 juillet : ouverture de l'Académie militaire de West Point.

#### Articles généraux
- Histoire des États-Unis de 1776 à 1865
- Évolution territoriale des États-Unis
- Histoire de la Louisiane
- Réfugiés français de Saint-Domingue en Amérique

#### Articles sur l'année 1802 aux États-Unis
- Guerre de Tripoli